# Lago Tschawinersee
O Lago Tschawinersee é um lago localizado no cantão de Valais, na Suíça. Este lago está localizado a uma altitude de 2.174 m, sua superfície é de 6,2 ha.